# Носові голосні в праслов'янській мові
Носові голосні в праслов'янській мові — особливі звуки праслов'янської мови, назалізовані варіанти голосних [e] та [o]. У фонетичній транскрипції праслов'янської передаються символами *ę і *ǫ, утвореними від звичайних e та o доданням огонека.
Виникнення праслов'янських носових пов'язане з переходом сполучень голосних з сонорними *-n і *-m (*on, *om, *en, *em, частково *un, *um, *in, *im) у *ę і *ǫ. Ця зміна багато в чому аналогічна монофтонгізації дифтонгів. У більшості слов'янських мов носові надалі зникли, перейшовши в чисті голосні, на теперішній час збереглися лише в польській і кашубській мовах.

## Суть явища
Відповідно до закону відкритого складу дифтонгічні сполучення голосних з носовими сонорними *-n і *-m (останній ще до процесу назалізації перейшов в *-n) у положенні закритого складу (наприкінці слова або перед приголосними) переходили в праслов'янській мові в носові голосні. Якщо в склад дифтонгічного сполучення входив голосний переднього ряду (*ē, *ĕ, *ī, *ĭ), то утворювався носовий переднього ряду *ę, якщо в склад входив голосний непереднього ряду (*ō, *ŏ, *ū, *ŭ), тоді виникав носовий непереднього ряду *ǫ (про винятки див. нижче). У відкритих складах сполучення *en, *em, *in, *im та *on, *om, *un, *um зберігалися. Особливістю утворення носових було те, що вони не виникали перед іншим носовим (сполучення *-mn- і *-nm- зазнавали спрощення).
В інших індоєвропейських мовах носовому *ę відповідає сполучення en, em, in або im, а носовому *ǫ — сполучення am, an, om, on, um, un:
- прасл. *svętъ («святий») — лит. šveñtas, прусськ. swenta- («святий»), латис. svinêt («святкувати»), авест. spǝnta-, spanah-, санскр. श्वान्त, свантах[3][4]
- прасл. *pętь («п'ять») — грец. πέντε, санскр. पञ्च, паньча і лит. penki;
- прасл. *desętь («десять») — лит. dešimt, санскр. दशम, дашама («десятий») і лат. decem;
- прасл. *męso («м'ясо») — прусськ. mensa;
- прасл. *jętry («ятрівка») — лит. jéntė, род. відм. jenters, jentės, латис. ìetere, грец. ἐνάτηρ, лат. ianitrīcēs («дружини братів»), санскр. यातृ, ятр;
- прасл. *sъjǫzъ («союз») — лат. conjunctio («з'єднання»);
- прасл. *tysǫti/*tysęti («тисяча») — лит. tūkstantis, нім. tausend, англ. thousand;
- прасл. *rǫka («рука») — лит. ranka;
- прасл. *pǫtь («путь») — лат. pons, род. відм. pontis («міст»);
- прасл. *zǫbъ («зуб») — лит. žam̃bas («гострий предмет», «грань», «мис»), латис. zùobs («зуб»), грец. γόμφος («кілочок»), давн.в-нім. kamb і англ. comb («гребінець»), санскр. जम्भ, джамбхах («зуб», «паща», у множині — «щелепи»), тохар. А kam («зуб»), В keme;[5][6]
- прасл. *gǫsь («гуска», «гусак», «гусь») — давн.в-нім. hans;
- прасл. *mǫžь («муж», «чоловік») — нім. Mann і санскр. मनुष्य, мануш'я.

Відповідність праслов'янським носовим голосним сполучень n, m з голосними можна спостерегти не тільки в коренях, але й в суфіксах і закінченнях: праслов'янським суфіксам активних дієприкметників теперішнього часу *-ǫtj-, *-ętj- відповідають лат. -ant-, -ent- (approbantis, ferentis), дав.-гр. -οντ- (φέροντος); праслов'янським закінченням форм дієслів 3-ї особи множини *-ǫtь, *-ętь відповідають лат. -unt, -int (прасл. *berǫtь — лат. ferunt; прасл. *sǫtь — лат. sunt, інші відповідники — нім. sind, дав.-гр. εἰσίν); праслов'янському закінченню знахідного відмінка типу відмінювання з основою на *-ā -ǫ відповідає лат. -am (прасл. *vodǫ < ранньо-прасл. *vodan < *vodam — лат. aquam).
Перехід сполучень *en, *em, *in, *im в *ę, а *on, *om, *un, *um в *ǫ відбувався також у праслов'янських запозиченнях з інших мов:
- прасл. *kolęda («коляда») < лат. Calendae («календи»);
- прасл. *kъnędzь («князь») < ранньо-прасл. *kъnęgъ < *kŭningŭ < прагерм. *kuninga- («голова роду, вождь племені», пор. нім. König, англ. king — «король, цар, вождь»);
- прасл. *pěnędzь («пенязь») < ранньо-прасл. *pęnęgъ < *penneingŭ[Ком 1] < давн.в-нім. pfenning («пфеніг»);
- прасл. *scьlędzь («шеляг») < ранньо-прасл. *scьlęgъ < *scilingŭ < давн.в-нім. scilling («шилінг»);
- прасл. *retędzь («ретязь», «ланцюг») < давн.в-нім. rahhinza, дав.-ісл. rėkendi/rėkendr, давн-англ. racente;
- прасл. *xǫdogъ («митець», «художник») < ранньо-прасл. *xǫdǫgъ < *xandungŭ[Ком 1] < гот. handungs;
- прасл. *ǫgrъ («угорець») < ранньо-прасл. *ungrŭ < лат. Hungarus.

У низці випадків такі переходи траплялися і пізніше, в тих слов'янських мовах, що зберегли носові: пол. dziękować < сер.-в.-нім. dank (наявність ę на місці an пояснюють впливом denke — «думка» і denken — «думати»), давн.в-нім. massing > пол. *mosęgъ > mosiądz («латунь», «мосяж»).
У 1925 році один зі засновників фонології М. С. Трубецькой висунув теорію, згідно з якою праслов'янські носові були біфонемними сполученнями (en і on). Цю теорію підтримали Ю. В. Шевельов і З. Штібер. Т. Лер-Сплавінський вважав її недостатньо обґрунтованою, бо дані слов'янських мов не дають змоги робити таких висновків. Критикував цю теорію і С. Б. Бернштейн, який вважав носовий елемент органічною частиною цих голосних.
На думку деяких дослідників, утворення носових є частиною того ж самого фонетичного процесу, що й монофтонгізація дифтонгів і метатеза плавних — всі вони спричинені тенденцією до зростаючої звучності. Проте, згідно з В. М. Чекманом, всі ці три зміни могли статися і незалежно одна від одної.

### Якість носових
На думку А. Мейє, праслов'янські носові відрізнялися у вимові від французьких носових: їх вимовляли так, як у сучасній польській, із запізненням додаткової носової артикуляції відносно основної.
Радянський славіст С. Б. Бернштейн вважав, що вимова праслов'янських носових розрізнювалася залежно від діалекту. Якість звука *ǫ коливалася від [ą] (носового варіанта [а]) до [ų] (носового варіанту [u]), а якість *ę — від [ę] (носового варіанта [e]) до [ą̈] (носовий варіант [æ]).
Російський мовознавець О. А. Галинська вважає, що в лехітських і болгарських говорах праслов'янської мови носовий переднього ряду звучав як [ą̈] (носовий варіант звука [æ]) і був голосним нижнього підняття, а в решті говорів — як [ę] (носовий варіант [e]) і був голосним середньо-верхнього підняття. Носовий же заднього ряду, на думку науковиці, у всіх діалектах праслов'янської звучав як [ǫ] (носовий варіант [o] і був голосним середньо-верхнього підняття.

### Відсутність назалізації
Праслов'янські сполучення *in та *un не завжди переходили в носові голосні. Наприкінці слова після *i та *u приголосний просто відпадав, голосний *i переходив у редукований *ь або *i, *u — у редукований *ъ або *y. Це явище спостерігається, зокрема, у закінченнях знахідного відмінка типів відмінювання з основою на *-ŏ, *-ŭ, *-ĭ (*gordŏm > *gordŏn > *gordŭn > *gordъ, *sūnŭm > *sūnŭn > *synъ, *gostĭm > *gostĭn > *gostь), у закінченнях активних дієприкметників теперішнього часу чоловічого і середнього роду в називному відмінку (*nesonts > *nesunts > *nesū > *nesy).
Як доводи для гіпотези про перехід сполучень *in і *un у положенні перед приголосним у *ī (> *i) і *ū (> *y), наводять такі відповідники з інших індоєвропейських мов:
- прасл. *gnida («гнида») — лит. glìnda і латис. gnida («гнида») < *gninda;
- прасл. *isto («яєчко») — лит. ìnkstai («нирки»);
- прасл. *žila («жила») — жмуд. ginsla;
- прасл. *ryba («риба») — лит. rambùs («лінивий»), латис. rumbulis («круглий чурбак»);
- прасл. *lyko («лико») — лит. lùnkas («лико»);
- прасл. *vyknǫti («звикати») — лит. jùnkti («звикати»);
- прасл. *višьňa («вишня») — лит. vìnkšna («в'яз»);
- прасл. *plita («плита») — дав.-гр. πλίνθος («цеглина», «плитка», «плінфа»);
- суфікс *-igъ — лит. -ingas;
- суфікс *-ikъ — лит. -inkas.

Цю гіпотезу підтверджують також особове ім'я Ігор (від швед. Ingvarr) і гідронім Іжора (від фін. Inkerinmaa або ест. Ingerimaa).
Противники цієї гіпотези вважають, що можна знайти й інші індоєвропейські когнати, що не містять носових:
- прасл. *gnida («гнида») — вірм. anic, норв. gnit;
- прасл. *žila («жила») — лит. gýsla («вена»), прусськ. gislo, вірм. jil («сухожилок»), лат. filum («нитка»);
- прасл. *isto («яєчко») — давньоскан. eista («ядро», «яєчко»);
- прасл. *vyknǫti («звикати») — лит. jaukus, прусськ. iaukint.

Щодо імен «Ігор» та «Іжора», то вони, на думку Ю. В. Шевельова, є досить пізніми запозиченнями, належачи до періоду, коли східнослов'янські мови вже не мали носових.
У деяких словах *in і *un дали *ę і *ǫ:
- прасл. *mękъkъ («м'який») — лит. mìnkyti («м'яти», «місити»), і mìnkštas («м'який»);
- прасл. *pamętъ («пам'ять») — лит. atmintìs («пам'ять»);
- прасл. *vъzęti, *jęti («взяти») — лит. imti («брати»).

## Хронологія

### Відносна хронологія
Утворення носових передувало такому фонетичному явищу, як третя палаталізація, бо вона відбувалася в тому числі й після *ę. Окрім того, носові утворювалися також після того, як відбулися переходи йотованих сонорних *nj > *n' і *mj > *ml', оскільки в протилежному разі прасл. *vonja, *zemja дали б *vǫja і zęja — замість наявних *von'a і *zeml'a.
В. М. Чекман вважав, що носові утворилися до метатези плавних, ще у період порівняної єдності праслов'янської мови. На користь цього свідчить те, що це утворення носових відбулося більш послідовно і одноманітно, ніж метатеза плавних, яка проходила неоднаково в різних групах праслов'янських діалектів.
О. А. Галинська вважає, що виникнення носових відбулося після таких змін, як перехід ē > *ä, підвищення підняття звука *ä в *ê у деяких праслов'янських діалектах монофтонгізація дифтонгів.

### Абсолютна хронологія
Ю. В. Шевельов і З. Штібер вважали, що носові голосні існували в праслов'янській мові вже в VII ст. н. е., М. Шеклі також датує їх появу VII століттям, на думку А. Лампрехта, їх виникнення слід віднести до 700—825 рр.
Дані пам'яток
Період існування носових у слов'янських мовах допомагають визначити дані деяких латинських і грецьких пам'яток, де праслов'янські носові передані сполученнями en, on, εν, ον:
- Ім'я моравського князя Святополка (прасл. *svętopъlkъ), який жив у IX столітті, засвідчене в латиномовних документах як Suentopulcus, а в грекомовних — як Σφεντόπλικος[30];
- Ім'я святого Вацлава (прасл. *vętjeslavъ, пор. «Вячеслав»), що загинув у першій половині X століття, передане латиною як Venceslaus, а німецькою — як Wenzel[30];
- У творі Костянтина Багрянородного «Про управління імперією» ім'я сербського князя Мутімира (прасл. *mǫtimirъ), що жив у IX столітті, передане як Μοντιμῆρος, а руського князя Святослава — як Σφενδοσθλάβος[30].

Дані топонімів
На думку Ю. В. Шевельова, важливою для встановлення хронології носових є назва міста Стон, що являє собою слов'янську адаптацію лат. Stamnum. Оскільки сполучення -am- було передано не носовим звуком, звідси можна зробити висновок, що на момент заселення слов'янами Далмації носові в південнослов'янських мовах вже зникли.

## Рефлекси
Із сучасних слов'янських мов носові зафіксовані тільки в польській, кашубській, одному зі словенських діалектів і в деяких македонських. З мертвих слов'янських мов носові існували в староцерковнослов'янській, полабській і словінцькій.
Староцерковнослов'янська мова
У староцерковнослов'янській мові носові голосні існували, за різними даними, до XI—XIII ст. У глаголичній і кириличній писемності для їх позначення існували спеціальні букви, які називалися «юсами», їх природу як носових голосних першим визначив російський філолог О. Х. Востоков. У сучасній церковнослов'янській носові відсутні, «великий юс» майже вийшов з ужитку, замінений літерою «ук», «малий юс» читається як [ja] (у східнослов'янській традиції), після шиплячих замість етимологічного «малого юса» пишуть «а», не вживаються зараз і йотовані варіанти юсів.
Давньоруська мова
Судячи з даних письмових пам'яток руського ізводу староцерковнослов'янської, де літеру «Ѧ» змішують з «Ꙗ», а «Ѫ» — з «Ѹ (ук)», на середину X століття відбувся перехід *ę в [ja], а *ǫ — в [u].
Сучасні східнослов'янські мови
У сучасних українській, білоруській, російській мовах носові відсутні з початку II тисячоліття н. е. Звук *ę перейшов у [ja], тобто [a] після пом'якшеного приголосного: прасл. *męso — укр. м'ясо, біл. мяса, рос. мясо (голосний [ja] зберігав йотацію і після наступного ствердіння приголосного — пор. укр. ім'я, м'ясо). Звук *ǫ перейшов у [u]: прасл. *rǫka — укр., біл. і рос. рука. У низці випадків давньому *ę відповідає [a], це пояснюється пізнішим ствердінням попереднього приголосного: жало (< прасл. *žędlo), жати (< прасл. *žęti), частий (< прасл. *čęstъ), щадити (< прасл. *ščęditi).
У деяких українських діалектах на місці *ę вимовляють [e] (коледа, десет, колодез).
Польська і кашубська мови
У польській, кашубській мовах, а також у нині вимерлих полабській і словінцькій у системі носових у IX—X ст. відбувся перехід *ę > *ǫ перед твердими передньоязиковими приголосними ([d], [t], [z], [s], [n], [r], [l]). Ці зміни були частиною фонетичного процесу, відомого як «лехітська переголосовка».
У польській мові XII—XIV століттях *ę і *ǫ злилися в носовому голосному нижнього підняття [ą] (носовий варіант [a]). Надалі, у XVI столітті, короткий [ą] (у старопольській мові всі голосні розрізнювалися за довготою) дав ę, а довгий [ą] — ǫ (у графіці збереглося написання ą). Вже в XVII столітті польські носові втратили носовий призвук у положенні перед ł і l (ę перейшов в [e] також наприкінці слова, але в графіці старе написання збереглося) і розпалися на сполучення «чистий голосний + носовий приголосний» у положенні перед змичними приголосними.
У запозиченнях з польської мови носовий [o] (графічно ą) передається як «он», носовий [e] (графічно ę) — як «ен»: ksiądz — ксьондз, pączek — пончик, wątpić — вонтпити («сумніватися»), pędzel — пензель, rędziny — рендзини, Węgier — венгерець, węzeɫ — вензель. У старих запозиченнях носовий [o] передається як «ун»: chorąży — хорунжий, носовий [e] — як «я»: dziękować — дякувати. У споріднених питомо українських словах на місці польських носових стоять звуки [u] або [ja]: пол. Węgier — укр. угорець (< прасл. *ǫgrъ), пол. węzeɫ — укр. вузол (< прасл. *(v)ǫzьlъ), пол. chorągiew — укр. хоругва (< прасл. *xorǫgy), пол. ksiądz — укр. князь (< прасл. *kъnędzь), пол. rędzić — укр. рядити (< прасл. *ręditi).
Чеська і словацька мови
У чеській і словацькій мові в другій половині X ст. *ę перейшов у [æ]. У словацькій [æ] зберігся після губних (словац. mäso), у чеській залежно від умов він пізніше дав [a], [e] або [i] (прасл. *męso — чеськ. maso, прасл. *telę — чеськ. tele, прасл. *ditę — чеськ. dítě, прасл. *kъnędzь — чеськ. kníže). Звук *ǫ в обох мовах перейшов у [u]: чеськ. і словац. ruka.
Словенська мова
У словенській мові вже в X столітті *ę перейшов у [e], а *ǫ — у [o]: meso, roka.
Болгарська мова
У болгарській мові в XII—XIV ст. *ę перейшов у [e], а *ǫ — в особливий звук [ɤ̞] (графічно — ъ), що злився у вимові з колишнім редукованим *ъ: прасл. *męso — болг. месо, прасл. *jьmę — болг. име (виняток — княз); прасл. *rǫka — болг. ръка, прасл. *dǫbъ — болг. дъб.
Верхньолужицька мова
У верхньолужицькій *ę перейшов у [æ], а потім перед твердим приголосним у [ja], а перед м'яким — у [je] (прасл. *męso — в.-луж. mjaso, прасл. *kъnędzь — в.-луж. knjez). Звук *ǫ перейшов у [u] (прасл. *rǫka — в.-луж. ruka).
Нижньолужицька мова
У нижньолужицькій *ę перейшов у [je] (на письмі — ě) у наголошеній позиції, і в [e] у ненаголошеній, а *ǫ перейшов у [u]: mjeso, ruka.
Сербська і хорватська мови
У сербській і хорватській мовах *ę перейшов у [e], а *ǫ — у [u]: прасл. *męso — серб. месо/meso, хорв. meso; прасл. *rǫka — серб. рука/ruka, хорв. ruka.
Македонська мова
У македонській мові *ę перейшов у [e], а *ǫ — в [a]: прасл. *męso — мак. месо, прасл. *kъnędzь — мак. кнез, прасл. *rǫka — мак. рака.

## Наслідки
Чергування
Утворення носових привело до виникнення чергувань ę/ьn; ę/en; ę/in, im; ǫ/on: *jьmę (укр. ім'я) — *jьmena (укр. імена), *žęti (укр. жати) — *žьnǫ (укр. жну), *zvǫkъ (укр. звук) — *zvonъ (укр. дзвін), *pamętь (укр. пам'ять) — *pominati (укр. поминати), *prijęti (укр. прийняти) — *prijьmati (укр. приймати).